# Frittelle di lattuga
Le frittelle di lattuga o frisceu (in ligure frisceu co-e erbette) sono un piatto tipico della Liguria, consistono in frittelle salate costituite da listarelle di lattuga molto corti e sottili messe a friggere con la pastella del rosso d'uovo. 
Sono tipiche della festa di san Giuseppe il 19 marzo. 
Talvolta la lattuga è sostituita dai fiori di zucchini.